# Sun Xiulan
Sun Xiulan (chiń. 孫秀蘭; pinyin Sūn Xiùlán; ur. 27 marca 1961) – chińska piłkarka ręczna, medalistka olimpijska.
Dwukrotna olimpijka (IO 1984, IO 1988). W Los Angeles reprezentacja Chin zdobyła brązowy medal. Sun wystąpiła we wszystkich pięciu spotkaniach tego turnieju (w tym przeciwko Stanom Zjednoczonym, RFN, Korei Południowej, Austrii i Jugosławii), strzelając 12 bramek. Cztery lata później w Seulu zajęła wraz z drużyną szóste miejsce, strzelając łącznie 36 goli w pięciu spotkaniach. Była zdobywczynią największej liczby bramek spośród wszystkich zawodniczek na igrzyskach w Seulu.
Wzięła udział w mistrzostwach świata w 1986 roku, podczas których Chiny zajęły dziewiąte miejsce. Sun strzeliła 12 bramek w tym turnieju. Podczas mistrzostw rozegranych cztery lata później zdobyła 10 bramek, a Chiny zajęły ósme miejsce. W 1990 roku osiągnęła srebrny medal igrzysk azjatyckich.